# Йосип Больковац
Йо́сип Бо́льковац (хорв. Josip Boljkovac; нар. 12 листопада 1920 — † 10 листопада 2014) — хорватський політик, перший міністр внутрішніх справ Хорватії.

## Біографія
Народився 12 листопада 1920 у Вуковій Гориці — населеному пункті у муніципалітеті Нетретич тогочасного Королівства Сербів, Хорватів і Словенців. У Карловаці опанував кравецтво. 
Під час Другої світової війни Больковац воював спільно з югославськими партизанами від самого початку антифашистського повстання. Він навіть зустрічався з Рендольфом Черчиллем під час військової місії останнього. Після війни служив у державній таємній поліції ОЗНА. 1963 року обійняв посаду мера Карловаца, яку займав по 1969 рік.
Після демократичних реформ у Хорватії на початку 1990-х років вступив у консервативну Хорватську демократичну співдружність і очолив новоутворене міністерство внутрішніх справ країни. Пізніше вийшов із партії, щоб вступити в партію Манолича «Хорватські незалежні демократи». З маргіналізацією цієї партії став членом ліберальної Хорватської народної партії. На деяких виборах Больковац також балотувався за виборчим списком Хорватської партії пенсіонерів і Самостійної демократичної сербської партії. У 2008 році ініціював створення «товариства ім. Йосипа Броз Тіто» з метою відзначити роль колишнього президента Югославії.
Місцева поліція розслідувала роль Больковаца у Другій світовій війні і післявоєнній соціалістичній Хорватії, що призвело до його арешту 2 листопада 2011 року за звинуваченням у воєнних злочинах через його причетність до масових убивств 21 мирного жителя в районі Дуга Реса в травні 1945 року. Його перевели у в'язницю загребського району Реметинець, де його мали утримувати один місяць у зв'язку з тяжкістю звинувачень, але протримавши тільки два дні, перевели в лікарню для в'язнів через його поганий стан здоров'я. Після оскарження в Конституційному суді звинувачення проти нього 29 листопада 2011 року були зняті.
Був одружений з нині покійною Анкою Больковац, з якою мав двоє дітей.

## Цікавинка
Син Йосипа Больковаца Югослав у дев'яностих змінив своє ім'я на Матія.